# Lokomotiva Tomáš: Hrdina na kolejích
Lokomotiva Tomáš: Hrdina na kolejích je britský CGI film z roku 2009. Jedná se o 4. film seriálu Lokomotiva Tomáš, ale je prvním CGI filmem. Film byl produkován HIT Entertainment s animací od Nitrogen Studios. Režíroval jej Greg Tiernan. Scénář napsala Sharon Millerová Odehrává se mezi 12. a 13. sérií Lokomotiva Tomáš a následujícím filmem je Záchrana z Mlžného Ostrova.

## Děj
Děj se odehrává na ostrově Sodor. Tomáše neustále ponižuje stříbrná namyšlená lokomotiva vévody a vévodkyně z Boxfordu Spencer. Tomáš si s ním dá závod, během nějž se mu rozbijí brzdy a havaruje na nepoužívané koleji, kterou obývá stará a poškozená lokomotiva Hiro. Tomáš a přátelé se Hira pokoušejí opravit, ale Spencer se to dozví a poví to tlustému přednostovi. Ten mu nevěří. Tomášovi nezbyde než pomáhat se stavbou letního sídla se Spencerem. Tomáš je při stavbě velmi užitečný a chce říct tlustému přednostovi, že objevil starou lokomotivu, která potřebuje opravit, ale Spencer je jiného názoru. Naštěstí cestou do Knapfordu spadne Spencer do bahna a Tomáš konečně o Hirovi poví tlustému přednostovi. Ten nechá Hira opravit. Opravený Hiro vyloví Spencera z bahna a ten se všem omluví.

## Recenze
- ČSFD – 64 %

## České znění
| Pavel Tesař     | Tomáš, Spencer, Kevin a Rocky             |
| Bohuslav Kalva  | vypravěč a James                          |
| Libor Terš      | Henry, Hiro, Viktor a tlustý přednosta    |
| Milan Slepička  | Eduard, Percy, Gordon a vévoda z Boxfordu |
| Helena Dytrtová | Emily, Mavis a vévodkyně z Boxfordu       |

Režie – Helena Dytrtová. České znění vyrobilo Barrandov Studio dabing pro Televizní studio Barrandov v roce 2010.